# Futbolista del año en Polonia

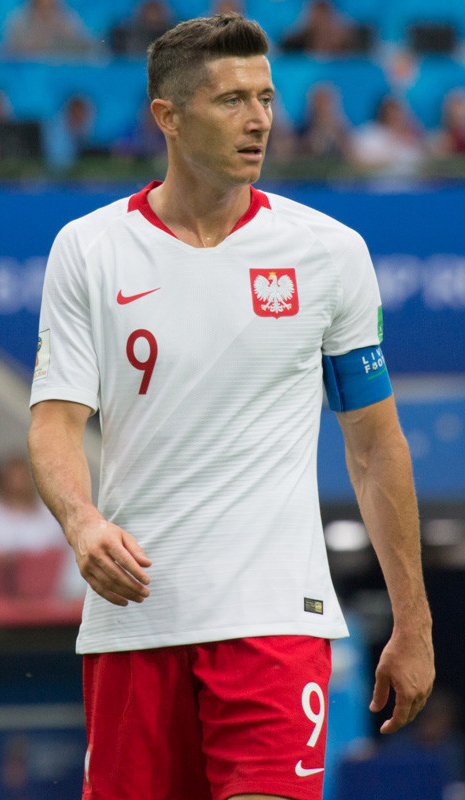
Robert Lewandowski

El Plebiscito de la Revista Piłka nożna es una ceremonia de premios organizada anualmente por la revista deportiva Piłka nożna, desde el año 1973. Cuenta con el respaldo de la Asociación Polaca de Fútbol (Polski Związek Piłki Nożnej, PZPN) y entrega diferentes galardones, siendo el principal de ellos el Premio al mejor futbolista polaco del año en cualquiera de las ligas del mundo. También se condecora al mejor entrenador, el mejor equipo, el mejor jugador de la liga polaca (tanto de la Ekstraklasa como de la I Liga), el mejor jugador extranjero de la Ekstraklasa y la mejor jugadora de fútbol femenino.

## Palmarés
| Año  | Mejor jugador                                              | Jugador revelación                                                            | Mejor entrenador                                                       | Mejor equipo                            | Mejor extranjero                                  | Mejor jugador de Ekstraklasa                       | Mejor jugador de I Liga                      | Mejor jugadora                             |
| ---- | ---------------------------------------------------------- | ----------------------------------------------------------------------------- | ---------------------------------------------------------------------- | --------------------------------------- | ------------------------------------------------- | -------------------------------------------------- | -------------------------------------------- | ------------------------------------------ |
| 1973 | Kazimierz Deyna (Legia Varsovia)                           | Mirosław Bulzacki (ŁKS Łódź)                                                  |                                                                        |                                         |                                                   |                                                    |                                              |                                            |
| 1974 | Kazimierz Deyna (Legia Varsovia)                           | Władysław Żmuda (Gwardia Varsovia)                                            |                                                                        |                                         |                                                   |                                                    |                                              |                                            |
| 1975 | Zygmunt Maszczyk (Ruch Chorzów)                            | Zbigniew Hnatio (Stal Mielec)                                                 | Leszek Jezierski (Widzew Łódź)                                         |                                         |                                                   |                                                    |                                              |                                            |
| 1976 | Henryk Kasperczak (Stal Mielec)                            | Zbigniew Boniek (Widzew Łódź) Stanisław Terlecki (ŁKS Łódź)                   | Leszek Jezierski (Widzew Łódź)                                         |                                         |                                                   |                                                    |                                              |                                            |
| 1977 | Henryk Kasperczak (Stal Mielec)                            | Adam Nawałka (Wisła Cracovia)                                                 | Bogusław Hajdas (Pogoń Szczecin/Gwardia Varsovia)                      |                                         |                                                   |                                                    |                                              |                                            |
| 1978 | Zbigniew Boniek (Widzew Łódź)                              | Włodzimierz Ciołek (Górnik Wałbrzych/Stal Mielec)                             | Antoni Piechniczek (Odra Opole)                                        |                                         |                                                   |                                                    |                                              |                                            |
| 1979 | Wojciech Rudy (Zagłębie Sosnowiec)                         | Andrzej Pałasz (Górnik Zabrze)                                                | Hubert Kostka (Szombierki Bytom)                                       |                                         |                                                   |                                                    |                                              |                                            |
| 1980 | No entregado                                               | Piotr Skrobowski (Wisła Cracovia)                                             | Hubert Kostka (Szombierki Bytom)                                       |                                         |                                                   |                                                    |                                              |                                            |
| 1981 | Grzegorz Lato (K.S.C. Lokeren)                             | Waldemar Matysik (Górnik Zabrze)                                              | Jerzy Kopa (Pogoń Szczecin)                                            |                                         |                                                   |                                                    |                                              |                                            |
| 1982 | Zbigniew Boniek (Widzew Łódź/Juventus F.C.)                | Andrzej Buncol (Legia Varsovia)                                               | Władysław Żmuda (Widzew Łódź)                                          |                                         |                                                   |                                                    |                                              |                                            |
| 1983 | Józef Młynarczyk (Widzew Łódź)                             | Marek Leśniak (Pogoń Szczecin)                                                | Wojciech Łazarek (Lech Poznań)                                         |                                         |                                                   |                                                    |                                              |                                            |
| 1984 | Wlodzimierz Smolarek (Widzew Łódź)                         | Jan Furtok (GKS Katowice)                                                     | Wojciech Łazarek (Lech Poznań)                                         |                                         |                                                   |                                                    |                                              |                                            |
| 1985 | Dariusz Dziekanowski (Widzew Łódź/Legia Varsovia)          | Andrzej Rudy (Śląsk Wrocław)                                                  | Hubert Kostka (Górnik Zabrze)                                          |                                         |                                                   |                                                    |                                              |                                            |
| 1986 | Wlodzimierz Smolarek (Widzew Łódź/Eintracht Frankfurt)     | Marek Koniarek (GKS Katowice)                                                 | Alojzy Łysko (GKS Katowice)                                            |                                         |                                                   |                                                    |                                              |                                            |
| 1987 | Andrzej Iwan (Górnik Zabrze/VfL Bochum)                    | Ryszard Cyroń (Górnik Zabrze)                                                 | Leszek Jezierski (Pogoń Szczecin/ŁKS Łódź)                             |                                         |                                                   |                                                    |                                              |                                            |
| 1988 | Krzysztof Warzycha (Ruch Chorzów)                          | Roman Kosecki (Gwardia Varsovia)                                              | Marcin Bochynek (Górnik Zabrze)                                        |                                         |                                                   |                                                    |                                              |                                            |
| 1989 | Ryszard Tarasiewicz (Śląsk Wrocław/Neuchâtel Xamax FC)     | Dariusz Gęsior (Ruch Chorzów)                                                 | Jerzy Wyrobek (Ruch Chorzów)                                           |                                         |                                                   |                                                    |                                              |                                            |
| 1990 | Jacek Ziober (ŁKS Łódź/Montpellier HSC)                    | Kazimierz Sidorczuk (Lech Poznań)                                             | Orest Lenczyk (GKS Katowice)                                           |                                         |                                                   |                                                    |                                              |                                            |
| 1991 | Piotr Czachowski (Legia Varsovia/Zaglebie Lubin)           | Wojciech Kowalczyk (Legia Varsovia)                                           | Adam Musiał (Wisła Cracovia)                                           |                                         |                                                   |                                                    |                                              |                                            |
| 1992 | Wojciech Kowalczyk (Legia Varsovia)                        | Marek Koźmiński (Hutnik Cracovia/Udinese Calcio)                              | Janusz Wójcik (Polonia/Legia Varsovia)                                 |                                         |                                                   |                                                    |                                              |                                            |
| 1993 | Marek Leśniak (SG Wattenscheid 09)                         | Radosław Michalski (Legia de Varsovia)                                        | Andrzej Zamilski (Polonia sub-16)                                      |                                         |                                                   |                                                    |                                              |                                            |
| 1994 | Roman Kosecki (Atlético de Madrid)                         | Sylwester Czereszewski (Stomil Olsztyn)                                       | Paweł Janas (Legia Varsovia) Piotr Piekarczyk (GKS Katowice)           |                                         |                                                   |                                                    |                                              |                                            |
| 1995 | Leszek Pisz (Legia Varsovia)                               | Tomasz Iwan (Roda JC/Feyenoord)                                               | Paweł Janas (Legia Varsovia)                                           |                                         |                                                   |                                                    |                                              |                                            |
| 1996 | Piotr Nowak (TSV 1860 Múnich)                              | Marek Citko (Widzew Łódź)                                                     | Franciszek Smuda (Widzew Łódź)                                         |                                         |                                                   |                                                    |                                              |                                            |
| 1997 | Sławomir Majak (Widzew Łódź/F.C. Hansa Rostock)            | Tomasz Kłos (ŁKS Łódź)                                                        | Franciszek Smuda (Widzew Łódź)                                         |                                         |                                                   |                                                    |                                              |                                            |
| 1998 | Mirosław Trzeciak (ŁKS Łódź/CA Osasuna)                    | Tomasz Frankowski (FC Martigues/Wisła Cracovia)                               | Janusz Wójcik (Polonia)                                                |                                         |                                                   |                                                    |                                              |                                            |
| 1999 | Jacek Zieliński (Legia Varsovia)                           | Adam Kompała (Górnik Zabrze)                                                  | Franciszek Smuda (Wisła Cracovia/Legia Varsovia)                       |                                         |                                                   |                                                    |                                              |                                            |
| 2000 | Jerzy Dudek (Feyenoord)                                    | Michał Żewłakow (R.E. Mouscron)                                               | Jerzy Engel (Polonia)                                                  |                                         |                                                   |                                                    |                                              |                                            |
| 2001 | Emmanuel Olisadebe (Polonia Varsovia/Panathinaikos F.C.)   | Tomasz Moskała (GKS Katowice/Dyskobolia Grodzisk Wielkopolski)                | Jerzy Engel (Polonia)                                                  | Polonia                                 |                                                   |                                                    |                                              |                                            |
| 2002 | Maciej Żurawski (Wisła Cracovia)                           | Andrzej Niedzielan (Górnik Zabrze)                                            | Henryk Kasperczak (Wisła Cracovia)                                     | Wisła Cracovia                          |                                                   |                                                    |                                              |                                            |
| 2003 | Jacek Krzynówek (1. FC Nürnberg)                           | Marcin Nowacki (Odra Wodzisław)                                               | Jacek Zieliński (Górnik Łęczna)                                        | Dyskobolia Grodzisk Wielkopolski        | Dušan Radolský (Dyskobolia Grodzisk Wielkopolski) |                                                    |                                              |                                            |
| 2004 | Jacek Krzynówek (Bayer 04 Leverkusen)                      | Artur Boruc (Legia Varsovia)                                                  | Paweł Janas (Polonia)                                                  | Polonia                                 | Ivica Križanac (Dyskobolia Grodzisk Wielkopolski) |                                                    |                                              |                                            |
| 2005 | Euzebiusz Smolarek (Borussia Dortmund)                     | Grzegorz Piechna (Korona Kielce)                                              | Paweł Janas (Polonia)                                                  | Polonia                                 | No entregado                                      | Grzegorz Piechna (Korona Kielce)                   |                                              |                                            |
| 2006 | Euzebiusz Smolarek (Borussia Dortmund)                     | Radosław Matusiak (GKS Bełchatów)                                             | Orest Lenczyk (GKS Bełchatów)                                          | No entregado                            | Leo Beenhakker (Polonia)                          | Piotr Reiss (Lech Poznań)                          |                                              |                                            |
| 2007 | Euzebiusz Smolarek (Borussia Dortmund/Racing de Santander) | Radosław Majewski (Dyskobolia Grodzisk Wielkopolski)                          | Maciej Skorża (Dyskobolia Grodzisk Wielkopolski/Wisła Cracovia)        | Polonia                                 | Roger Guerreiro (Legia Varsovia)                  | Marek Zieńczuk (Wisła Cracovia)                    |                                              |                                            |
| 2008 | Jakub Błaszczykowski (Borussia Dortmund)                   | Robert Lewandowski (Znicz Pruszków/Lech Poznań)                               | Franciszek Smuda (Lech Poznań)                                         | Lech Poznań                             | Semir Štilić (Lech Poznań)                        | Paweł Brożek (Wisła Cracovia)                      | Marcin Robak (Korona Kielce/Widzew Łódź)     |                                            |
| 2009 | Mariusz Lewandowski (FC Shakhtar Donetsk)                  | Patryk Małecki (Wisła Cracovia)                                               | Waldemar Fornalik (Ruch Chorzów)                                       | Selección femenina de fútbol de Polonia | Jan Mucha (Legia Varsovia)                        | Robert Lewandowski (Lech Poznań)                   | Maciej Tataj (Dolcan Ząbki)                  |                                            |
| 2010 | Jakub Błaszczykowski (Borussia Dortmund)                   | Grzegorz Sandomierski (Jagiellonia Białystok) Maciej Jankowski (Ruch Chorzów) | Michał Probierz (Jagiellonia Białystok)                                | Lech Poznań                             | Manuel Arboleda (Lech Poznań)                     | Adrian Mierzejewski (Polonia Varsovia)             | Adam Cieśliński (Podbeskidzie Bielsko-Biała) |                                            |
| 2011 | Robert Lewandowski (Borussia Dortmund)                     | Wojciech Szczęsny (Arsenal F.C.)                                              | Maciej Skorża (Legia Varsovia)                                         | Legia Varsovia                          | Miroslav Radović (Legia Varsovia)                 | Sebastian Mila (Śląsk Wrocław)                     | Adrian Błąd (Zawisza Bydgoszcz)              |                                            |
| 2012 | Robert Lewandowski (Borussia Dortmund)                     | Arkadiusz Milik (Górnik Zabrze)                                               | Waldemar Fornalik (Ruch Chorzów/Polonia)                               | Polonia sub-17                          | Danijel Ljuboja (Legia Varsovia)                  | Sebastian Mila (Śląsk Wrocław)                     | Maciej Kowalczyk (Kolejarz Stróże)           |                                            |
| 2013 | Robert Lewandowski (Borussia Dortmund)                     | Dominik Furman (Legia Varsovia)                                               | Jan Urban (Legia Varsovia)                                             | Polonia sub-17 femenino                 | Dušan Kuciak (Legia Varsovia)                     | Radosław Sobolewski (Wisła Cracovia/Górnik Zabrze) | Rafał Leszczyński (Dolcan Ząbki)             |                                            |
| 2014 | Robert Lewandowski (Borussia Dortmund/Bayern Munich)       | Karol Linetty (Lech Poznań)                                                   | Tadeusz Pawłowski (Śląsk Wrocław)                                      | Legia Varsovia                          | Henning Berg (Legia Varsovia)                     | Miroslav Radović (Legia Varsovia)                  | Grzegorz Goncerz (GKS Katowice)              |                                            |
| 2015 | Robert Lewandowski (Bayern Munich)                         | Bartosz Kapustka (Cracovia)                                                   | Adam Nawałka (Polonia)                                                 | Polonia                                 | Radoslav Látal (Piast Gliwice)                    | Nemanja Nikolić (Legia Varsovia)                   | Michał Nalepa (Arka Gdynia)                  | Katarzyna Kiedrzynek (París Saint-Germain) |
| 2016 | Robert Lewandowski (Bayern Munich)                         | Jan Bednarek (Górnik Łęczna/Lech Poznań)                                      | Adam Nawałka (Polonia)                                                 | Polonia                                 | Konstantin Vassiljev (Jagiellonia Białystok)      | Michał Pazdan (Legia Varsovia)                     | Damian Kądzior (Wigry Suwałki)               | Katarzyna Kiedrzynek (París Saint-Germain) |
| 2017 | Robert Lewandowski (Bayern Munich)                         | Szymon Żurkowski (Górnik Zabrze)                                              | Adam Nawałka (Polonia)                                                 | Polonia                                 | Igor Angulo (Górnik Zabrze)                       | Arkadiusz Malarz (Legia Varsovia)                  | Paweł Zawistowski (Chojniczanka Chojnice)    | Katarzyna Kiedrzynek (París Saint-Germain) |
| 2018 | Łukasz Fabiański (Swansea City/West Ham)                   | Sebastian Walukiewicz (Pogoń Szczecin)                                        | Czesław Michniewicz (Polonia sub-21) / Piotr Stokowiec (Lechia Gdańsk) | Polonia sub-21                          | Arvydas Novikovas (Jagiellonia Białystok)         | Artur Jędrzejczyk (Legia Varsovia)                 | Andrzej Niewulis (Raków Częstochowa)         | Ewa Pajor (VfL Wolfsburgo)                 |
| 2019 | Robert Lewandowski (Bayern Munich)                         | Michał Karbownik (Legia Varsovia)                                             | Waldemar Fornalik (Piast Gliwice)                                      | Polonia                                 | Jorge Félix (Piast Gliwice)                       | Janusz Gol (KS Cracovia)                           | Bartosz Nowak (Stal Mielec)                  | Ewa Pajor (VfL Wolfsburgo)                 |
| 2020 | Robert Lewandowski (Bayern Munich)                         | Jakub Moder (Lech Poznań)                                                     | Marek Papszun (Raków Częstochowa)                                      | Raków Częstochowa                       | Tomáš Pekhart (Legia Varsovia)                    | Jakub Moder (Lech Poznań)                          | Roman Gergel (Termalica Bruk-Bet Nieciecza)  | Paulina Dudek (París Saint-Germain)        |
| 2021 | Robert Lewandowski (Bayern Munich)                         | Kacper Kozłowski (Pogoń Szczecin)                                             | Marek Papszun (Raków Częstochowa)                                      | Raków Częstochowa                       | Kosta Runjaić (Pogoń Szczecin)                    | Jakub Kamiński (Lech Poznań)                       | Kamil Biliński (Podbeskidzie Bielsko-Biała)  | Paulina Dudek (París Saint-Germain)        |
| 2022 | Robert Lewandowski (Bayern Munich/FC Barcelona)            | Nicola Zalewski (AS Roma)                                                     | Czesław Michniewicz (Polonia) / Marek Papszun (Raków Częstochowa)      | Polonia / Lech Poznań                   | Mikael Ishak (Lech Poznań)                        | Kamil Grosicki (Pogoń Szczecin)                    | Pirulo (ŁKS Łódź)                            | Ewa Pajor (VfL Wolfsburgo)                 |
| 2023 | Piotr Zieliński (SSC Napoli)                               | Marcin Bułka (OGC Nice)                                                       | Marek Papszun (Raków Częstochowa)                                      | Raków Częstochowa                       | Josué Pesqueira (Legia Varsovia)                  | Kamil Grosicki (Pogoń Szczecin)                    | Karol Czubak (Arka Gdynia)                   | Ewa Pajor (VfL Wolfsburgo)                 |